# تنگه فلوریدا

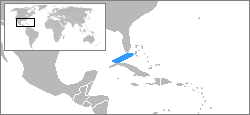
موقعیت تنگهٔ فلوریدا بر روی نقشه

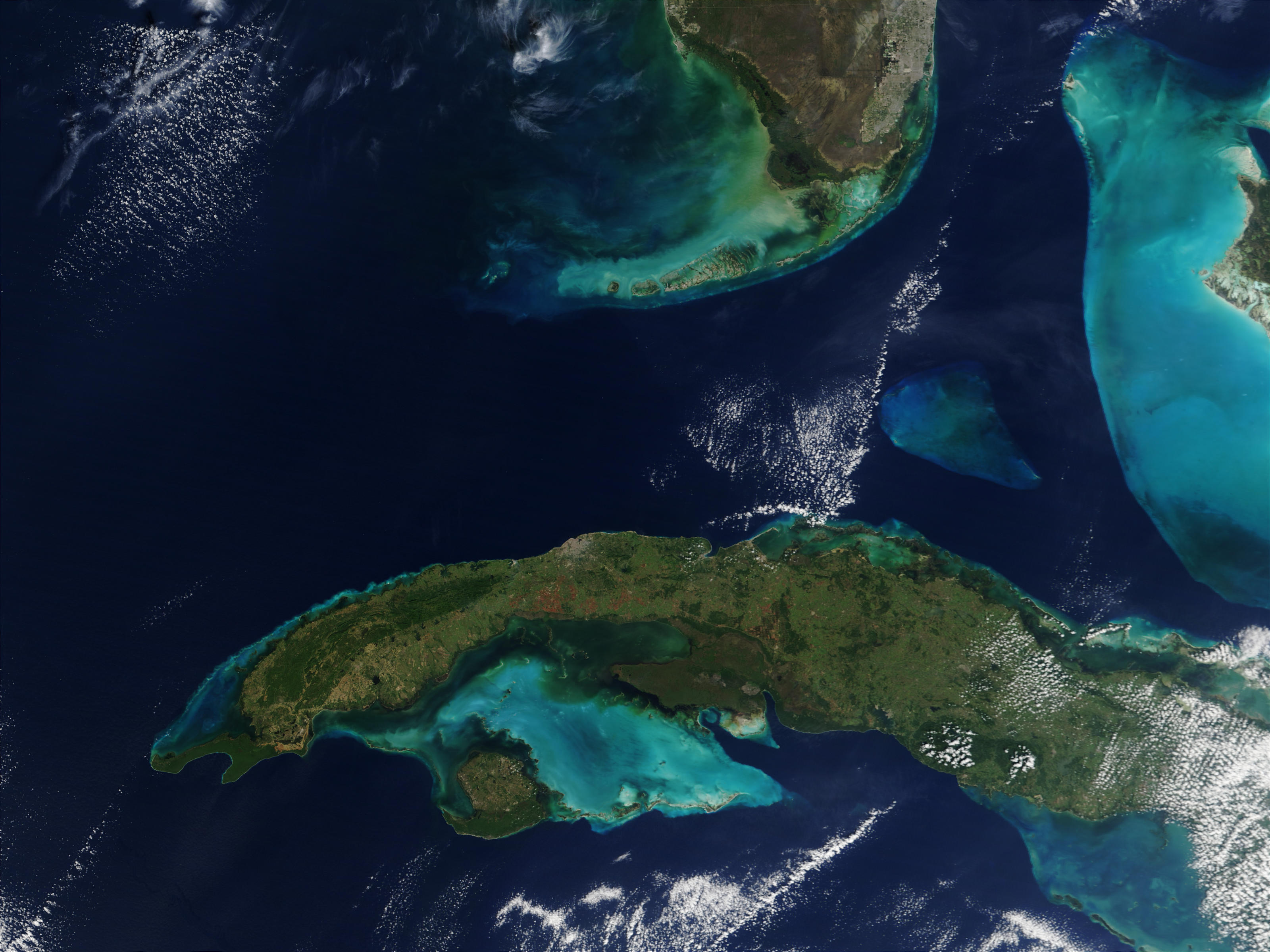
تصویر ماهواره‌ای ناسا از تنگهٔ فلوریدا

تنگه فلوریدا (به انگلیسی: Straits of Florida) که به نام‌های کانال جدید باهاما و خلیج فلوریدا نیز شناخته می‌شود گذرگاهی آبی واقع در بین شبه‌جزیره فلوریدای ایالات متحده آمریکا در شمال و کوبا و باهاما در جنوب و جنوب شرقی است. این تنگه خلیج مکزیک را به اقیانوس اطلس متصل ساخته و در عین حال فلوریدا را از کوبا جدا می‌سازد.
عرض تنگهٔ فلوریدا از ۹۶ تا ۱۴۵ تا ۱۸۰ کیلومتر متغیر است. همچنین طول آن بیش از ۳۰۰ مایل (پیرامون ۴۸۳ کیلومتر) بوده و عمق آبراه اصلی تا ۶۰۰۰ فوت (پیرامون ۱۸۲۹ متر) نیز اندازه‌گیری شده‌است. بخش آغازین جریان گلف استریم موسوم به جریان فلوریدا با خروج از خلیج مکزیک با متوسط شتاب سطحی ۶٬۵ تا ۹٬۵ کیلومتر در ساعت و وسعتی ۱۵۳ کیلومتری از این تنگه به سمت شرق جریان یافته و از سواحل باهاما شامل کرانه‌های باهامای بزرگ و باهامای کوچک می‌گذرد.
خوان پونس ده لئون، دریانورد و مکتشف اسپانیایی نخستین کسی بود که از این تنگه در سال ۱۵۱۳ میلادی عبور کرد و پس از آن تنگهٔ فلوریدا به یکی از گذرگاه‌های عبور کشتی‌های اسپانیایی حامل گنجینه بدل شد. امروزه نیز این تنگه یکی از مهمترین و پر رفت‌وآمدترین گذرگاه‌های دریایی است و تا اوایل سدهٔ نوزدهم یکی از مناطقی بود که دزدی دریایی به‌شدت در آن رواج داشت.